# Carnival Spirit
Die Carnival Spirit (deutsch Geist, Seele, Mut) ist das Typschiff der Spirit-Klasse, einer Baureihe von insgesamt sechs Panamax-Kreuzfahrtschiffen, die für den amerikanischen Touristikkonzern Carnival Corporation & plc entwickelt wurde. Sie wurde auf der Werft Kvaerner Masa Yards AB in Helsinki erbaut. Es wird von der Carnival Cruise Line betrieben.

## Bau und Indienststellung
Am 24. Februar 1998 unterzeichneten die Reederei Carnival Cruise Lines und die Werft Kvaerner Masa Yards AB den Vertrag zum Bau der Carnival Spirit. Die Kiellegung der Baunummer 499 erfolgte am 16. November 1999 auf der Werft in Helsinki. Am 7. Juli 2000 schwamm das Schiff erstmals auf und wurde anschließend an den Ausrüstungskai verlegt und fertiggestellt. Die ersten Erprobungsfahrten auf der Ostsee folgen im Januar 2001. Am 11. April 2001 konnte die Carnival Spirit an die Reederei übergeben werden und verließ Helsinki am nächsten Tag in Richtung Miami, wo sie am 24. April eintraf. Die Schiffstaufe vollzog die amerikanische Politikerin Elizabeth „Liddy“ Dole am 27. April 2001.

## Maschinenanlage und Antrieb
Die Carnival Spirit ist mit einer dieselelektrischen Maschinenanlage ausgerüstet. Sie besteht aus sechs Dieselgeneratorsätzen, die räumlich getrennt in zwei voneinander unabhängige Gruppen aufgeteilt sind. Bei den Motoren handelt es sich um schadstoffarme 9-Zylinder-4-Takt-Reihenmotoren des Typs Wärtsilä 9L46D.
Zunächst wurde einer dieser Motoren mit der „EnviroEngine“-Technologie ausgestattet, die unter allen Betriebszuständen keine sichtbaren Abgase mehr erzeugen soll. Nach erfolgreichen Tests im Rahmen von Kreuzfahrten in den Gewässern um Alaska, wurde ein weiterer Motor umgerüstet.
Die Carnival Spirit gehört neben der Carnival Elation und der Carnival Paradise zu den ersten Kreuzfahrtschiffen, die mit zwei im Heck eingebauten, um 360° drehbaren Propellergondeln des Typs ABB „Azipod“ ausgerüstet wurden. Diese Antriebstechnik sorgt für sehr gute Manövriereigenschaften, ein besonders ruhiges Fahrverhalten und ein niedriges Vibrationsniveau an Bord.

## Einrichtung
Das Schiff bietet auf 12 Decks und in 1.000 Kabinen bis zu 2.680 Passagieren Platz. Die Suiten befinden sich im Heckbereich und mittschiffs. Den Gästen stehen während der Fahrt verschiedene Freizeitangebote zur Verfügung, unter anderem vier Schwimmbäder, Kasino, Minigolf, Karaoke Bar und Fitness Center.
80 % der Kabinen befinden sich auf den Außenseiten; von diesen besitzen wiederum 80 % einen Balkon.

## Routen

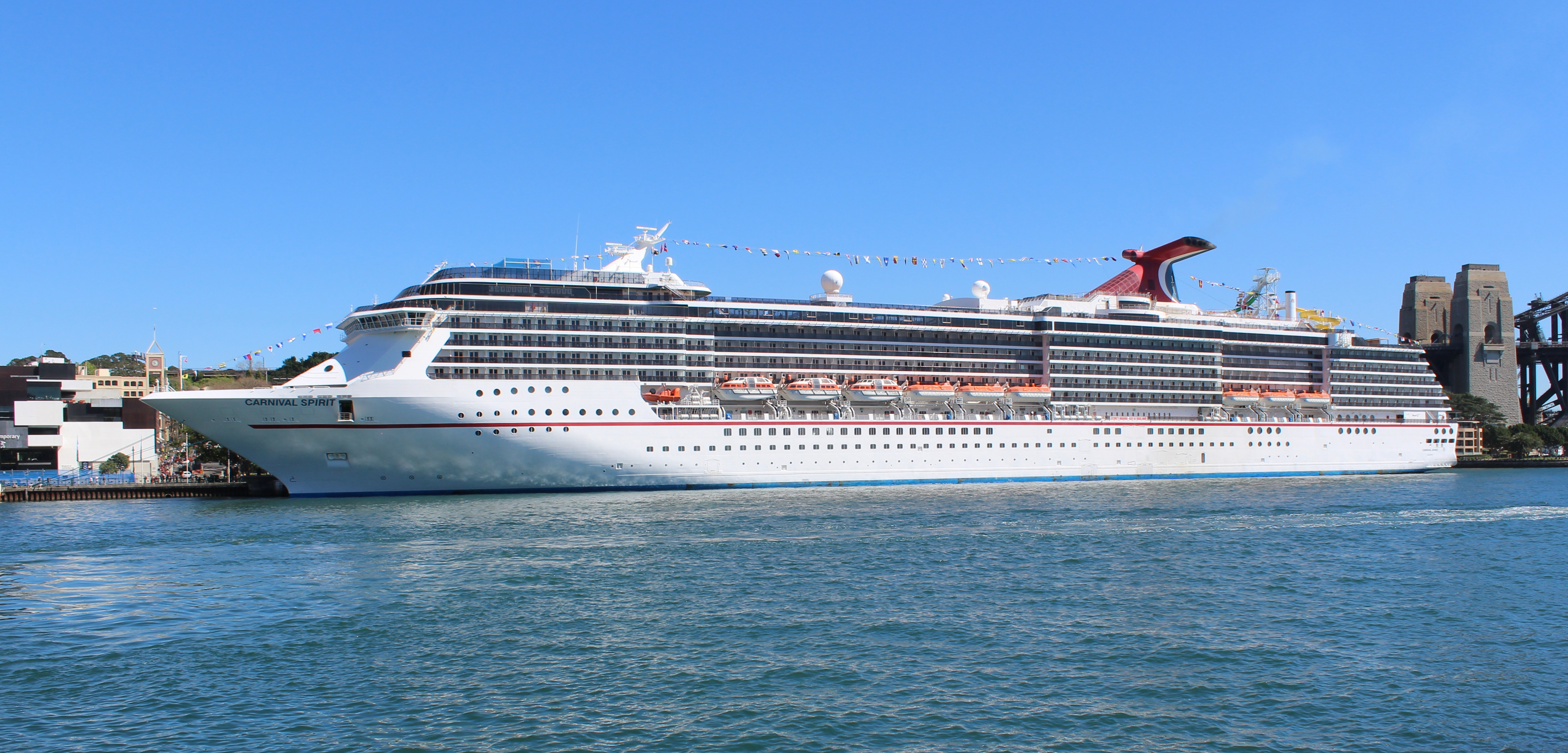
Carival Spirit im Sydney 2013

Die Carnival Spirit war das erste „Fun Ship“, das nach Alaska und Hawaii fuhr. Mittlerweile befährt die Carnival Spirit während der Sommermonate (Mitte Mai bis Ende September) die Gewässer um Alaska und hält in Ketchikan, Juneau, Skagway und Victoria. Vormals machte das Schiff auch in Sitka fest, befuhr den Lynn Canal und Prinz-William-Sund und besuchte auf ein-wöchentlichen Touren verschiedene Gletscher von Vancouver und Whittier aus.
Im Oktober 2012 begann ihre Jungfernsaison in Australien - sie ist das erste Carnival-Schiff für den australischen Markt.
Ganzjährig fährt sie ab Sydney zu Zielen in Australien, Neuseeland und der Südsee.

## Schwesterschiffe
Die Carnival Pride gehört zur 6 Schiffe umfassenden Spirit-Klasse. Neben den ebenfalls von Carnival Cruise Line eingesetzten Schiffen Carnival Pride, Carnival Legend und Carnival Miracle gehören hierzu auch die von CSSC Carnival Cruise Shipping Limited eingesetzte Costa Atlantica, sowie die von Costa Crociere betriebene Costa Mediterranea.